# Rentwertshausen
Rentwertshausen ist ein Dorf im südlichen Landkreis Schmalkalden-Meiningen in Thüringen und Sitz der Gemeinde Grabfeld. Seit dem 1. Dezember 2007 ist die ehemals politisch selbstständige Gemeinde ein Ortsteil der Gemeinde Grabfeld.

## Geographie
Der Ort liegt an der Bibra zwischen Queienfeld und Bibra im Grabfeld. Weitere angrenzende Grabfeld-Ortsteile sind Nordheim und Berkach. 

## Geschichte
Erstmals wurde der Ort im Jahr 1310 als Rentewighusen erwähnt. Von 1360 bis 1535 war eine Seitenlinie der Herren von Bibra Eigentümer. Die Besitzer wechselten dann oft. Schließlich gehörte die Burg den Herren von Witzleben.
Der Ort gehörte zum alten Besitz der Grafschaft Henneberg und befand sich beim Aussterben der Grafen von Henneberg-Schleusingen im Jahr 1583 samt der Niedergerichtsbarkeit in adligen Händen, zählte aber der Landeshoheit nach zum Amt Maßfeld. Er kam mit diesem im Jahr 1680 zum Herzogtum Sachsen-Meiningen. Im Jahre 1723 ging er im Austausch gegen das Amt Schalkau an das Herzogtum Sachsen-Hildburghausen, welches ihn dem Amt Behrungen angliederte. 1826 kam er mit dem Amt wieder an Sachsen-Meiningen.
Im 18. Jahrhundert baute man ein schlichtes Gutshaus, das die Gemeinde 1928 erwarb. Von 1991 bis 2007 war der Ort Sitz der Verwaltungsgemeinschaft Grabfeld.
Mit der Eröffnung der Bahnstrecke Schweinfurt–Meiningen 1874 und der Bahnstrecke Rentwertshausen–Römhild 1893 nahm der Ort einen gewissen Aufschwung. Zu DDR-Zeiten war hier für die Bahn Richtung Schweinfurt Endstation, die Strecke bis Römhild wurde bis 1968 im Personenverkehr befahren. Nach der Wende wurde die Linie in Richtung Schweinfurt wieder in Betrieb genommen.

## Politik

### Ortsteilrat
Der Ortsteilrat Rentwertshausen setzt sich aus zwei Ratsfrauen und einem Ratsherren zusammen.
(Stand: Kommunalwahl am 27. Oktober 2019)

### Ortsteilbürgermeister
Letzter ehrenamtlicher Bürgermeister vor der Eingemeindung war Hans-Dieter Bracher (FWV). Er wurde am 27. Juni 2004 gewählt. Gegenwärtige Ortsteilbürgermeisterin ist Claudia Kernchen.

### Wappen
Blasonierung: „Gespalten durch eine eingebogene silberne Spitze mit zwei gestürzten roten Sparren; vorn in Gold ein gestürzter grüner Buchenzweig mit fünf Blättern, hinten in Gold eine schwarze Henne mit goldenem Schnabel und roten Füßen, Kamm und Lappen auf einem grünen Dreiberg.“

## Kultur und Sehenswürdigkeiten

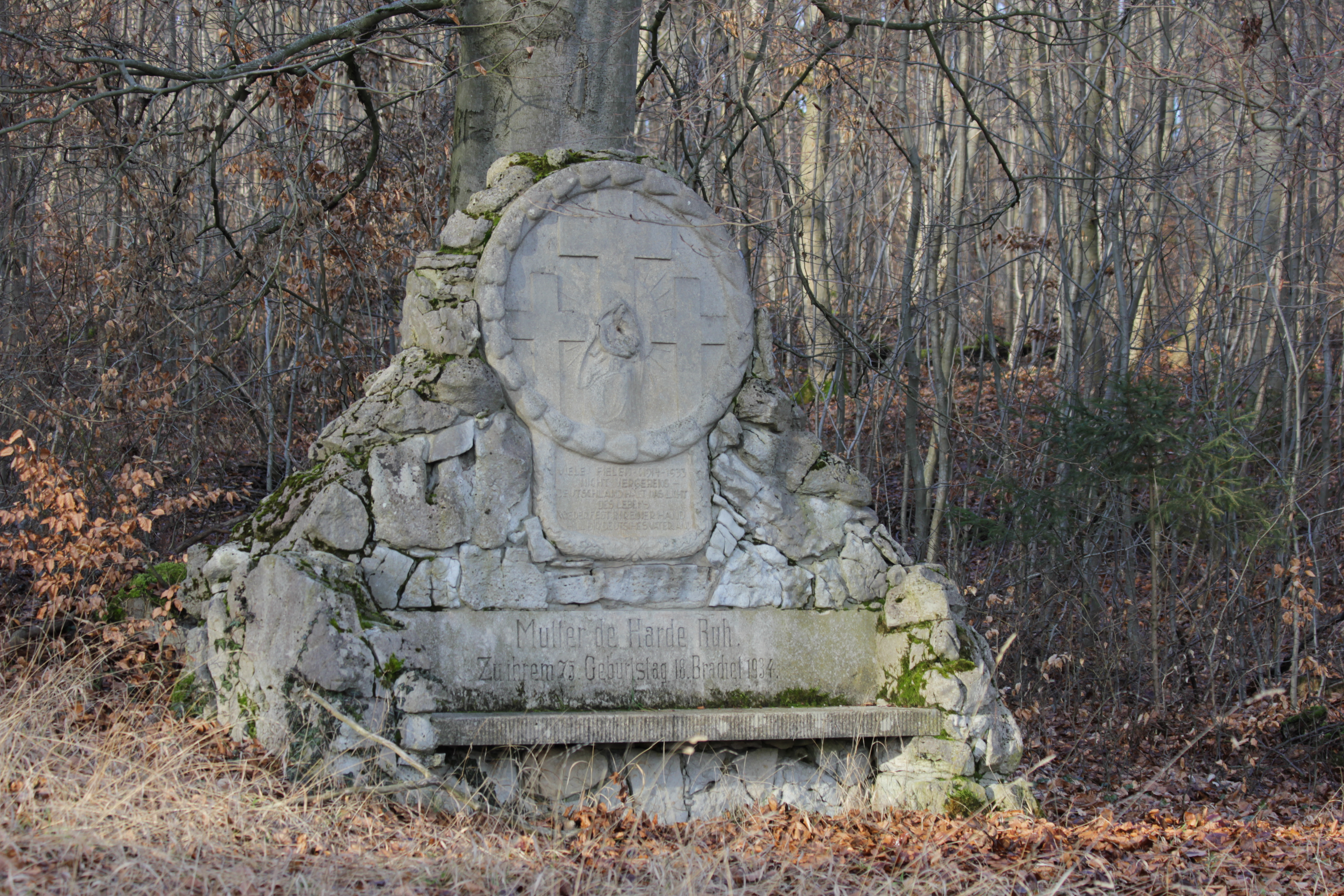
Denkmal Mutter de Harde Ruh

### Sehenswürdigkeiten
- Kirche St. Maria Margaretha
- Denkmal Mutter de Harde Ruh

### Vereine
Der Feuerwehrverein Rentwertshausen in Thüringen e. V. ist der derzeit einzige Verein in Rentwertshausen und zusammen mit der Freiwilligen Feuerwehr verantwortlich für nahezu alle öffentlichen Veranstaltungen.

## Verkehr
Durch seine zentrale Lage im Grabfeld hat Rentwertshausen trotz seiner geringen Einwohnerzahl eine sehr gute Verkehrsinfrastruktur. Die Bundesautobahn 71 weist Rentwertshausen mit der Anschlussstelle 23 aus. Darüber hinaus bestehen Reisemöglichkeiten mit mehreren regionalen Bus-Verbindungen sowie regionalen und überregionalen Bahnverbindungen.

### Bahnverkehr

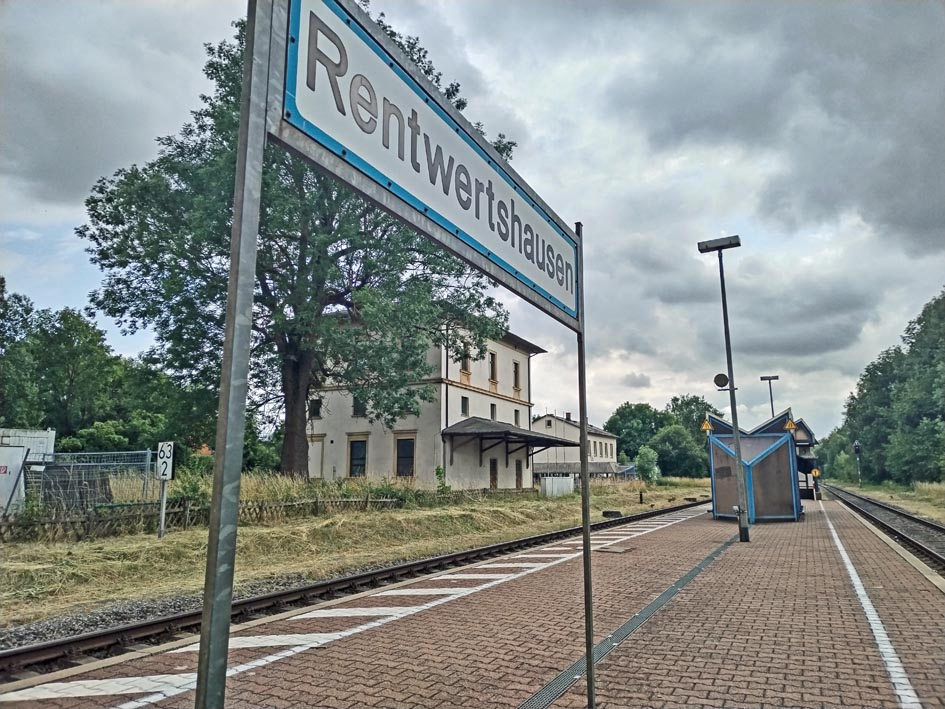
Bahnhof Rentwertshausen

Rentwertshausen hat einen Durchgangsbahnhof, an welchem früher die inzwischen stillgelegte Bahnstrecke Rentwertshausen–Römhild abzweigte. Aktuell werden primär Verbindungen der Bahnstrecke Schweinfurt–Meiningen angeboten. Mehrfach am Tag bestehen Zustiegsmöglichkeiten zum Mainfranken-Thüringen-Express, der Rentwertshausen direkt mit Würzburg und der Landeshauptstadt Erfurt verbindet. 

### Radverkehr
In Rentwertshausen liegt der Schnittpunkt der beiden Grabfeld-Radrouten Ost und West. Weiterhin führt durch Rentwertshausen eine alternative Route des Main-Werra-Radwegs.

## Persönlichkeiten
- Burkhard Pfister (* 1949) Maler, Kunsttischler und Bildhauer